# Burr Oak (Kansas)
Burr Oak es una ciudad ubicada en el condado de Jewell en el estado estadounidense de Kansas. En el año 2010 tenía una población de 	174 habitantes y una densidad poblacional de 79,09 personas por km².

## Geografía
Burr Oak se encuentra ubicada en las coordenadas 39°52′7″N 98°18′15″O / 39.86861, -98.30417 (39.868516, -98.304297).

## Demografía
Según la Oficina del Censo en 2000 los ingresos medios por hogar en la localidad eran de $18,750 y los ingresos medios por familia eran $30,357. Los hombres tenían unos ingresos medios de $21,111 frente a los $16,250 para las mujeres. La renta per cápita para la localidad era de $10,726. Alrededor del 21.8% de la población estaban por debajo del umbral de pobreza.